# Джери Наумоф
Джери Наумоф (на македонска литературна норма: Џери Наумоф) е политик от Република Македония.

## Биография
Роден е на 28 август 1957 г. в Кълъмбъс, Охайо. Корените му са от село Гявато. Между 1977 и 1980 г. завършва бизнес администрация и маркетинг. Учи в Щатския университет в Мънси, Индиана. Между 1993 и 2013 г. е основава и стои начело на Наумоф груп фирма за съвети за рисков мениджмънт в Чикаго. Избиран е за част от борда на директорите на Македония 2025. Бил е част от европейския консултативен съвет, представляващ македонската общност в района на Чикаго. Част е от консултативния съвет на обединената македонска диаспора. На 29 май 2013 г. е избран за министър без ресор, отговорен за привличането на чуждестранни инвестиции.